# Marriët Mittendorff
G.M. (Marriët) Mittendorff (Coevorden, 6 maart 1952) is een Nederlands bestuurder en politica van het CDA.

## Loopbaan
Mittendorff ging naar de pabo en was een aantal jaren werkzaam als onderwijzeres. Na haar studie Klinische Pedagogiek (1985) en Onderwijskunde (1988) werkte Mittendorff bij het Katholiek Pedagogisch Centrum, later KPC Groep, een landelijk adviescentrum voor het onderwijs en een van de drie Landelijke Pedagogische Centra. Ze was er projectleider, communicatietrainer, conflictbemiddelaar, procesmanager en vakgroepleider hoger onderwijs en ze schreef er een aantal boeken.
In 1984 werd ze lid van het CDA en na aanvankelijk alleen ad hoc deel te nemen in werkgroepen en betrokken te zijn bij scholingsactiviteiten werd ze na haar verhuizing naar Eindhoven en de geboorte van haar kinderen meer politiek actief en vanaf 1994 maakte ze deel uit van de Eindhovense gemeenteraad, als woordvoerder economische zaken en onderwijs. Ze was ook voorzitter van de Brabantse CDA-Vrouwen en voerde succesvol campagne voor meer vrouwen in de Provinciale Staten. Bij het na een crisis plotseling opstappen van het landelijk CDA-bestuur in 2001 werd ze eerste vicevoorzitter ad interim gedurende een jaar.
Als wethouder werd ze vanaf 2002 verantwoordelijk voor onder andere een grote bezuinigingsopdracht en de bouw van het Pieter van den Hoogenband zwemstadion. Vanaf die tijd werkte ze aan een samenhangend jeugdbeleid, uitmondend in SPILcentra (voor 0- tot 12-jarigen) verspreid over de hele stad en het allereerste Centrum voor Jeugd en Gezin in Nederland. Jeugdigen met een beperking of in een bijzondere situatie hadden haar specifieke aandacht. Eindhoven mocht gastland worden voor veel grote internationale sportevenementen die succesvol waren uitgezonderd het wielerevenement, de Protour. De relatie sport-onderwijs, sport-technologie, sport-'bewegen voor iedereen' werd uitgebouwd. Niet zonder morren van instellingen en politiek was haar bemoeienis met de kunst-en-cultuursector waar ze ingreep in de bestaande subsidiesystematiek. Ook ontstond meer samenwerking tussen veiligheidspartners, resulterend in het Veiligheidshuis. Meer aandacht voor studenten, meer regie op evenementen en een aantrekkelijker centrumgebied waren eveneens haar aandachtspunten. Hoewel Mittendorff voorafgaand aan haar tweede periode had aangekondigd haar termijn niet af te zullen maken, bleef ze toch acht jaar op haar post.
Mittendorff is bij haar afscheid van de Eindhovense politiek benoemd tot Ridder in de Orde van Oranje-Nassau. Ze was daarna actief als mediator. Vanaf 14 juni 2011 was ze bijna een jaar waarnemend burgemeester van de Overijsselse gemeente Ommen. Vanaf 1 januari 2017 was Mittendorff waarnemend burgemeester in de gemeente Heumen, waar ze op 20 februari door de gemeenteraad van Heumen werd voorgedragen om de kroonbenoemde burgemeester van deze gemeente te worden. Ze werd per 18 mei 2017 benoemd. Ze vertrok in januari 2022 als burgemeester van Heumen. Op 13 januari 2022 werd Joerie Minses burgemeester van Heumen. Na haar burgemeesterschap ging ze een half jaar voor de klas staan als onderwijzeres in Wijchen.

## Privé
Marriët Mittendorf is getrouwd en heeft een dochter en een zoon.